# Grand Prix Belgie 1956
Grand Prix Belgie 1956 (oficiálně XVIII GROTE PRIJS VAN BELGIE) se jela na okruhu Circuit de Spa-Francorchamps v Stavelotu v Belgii dne 3. června 1956. Závod byl čtvrtým v pořadí v sezóně 1956 šampionátu Formule 1.

## Kvalifikace
| Poř. | No. | Jezdec              | Konstruktér    | Čas    | Ztráta |
| ---- | --- | ------------------- | -------------- | ------ | ------ |
| 1    | 2   | Juan Manuel Fangio  | Ferrari        | 4.09.8 | —      |
| 2    | 30  | Stirling Moss       | Maserati       | 4.14.7 | + 4.9  |
| 3    | 8   | Peter Collins       | Ferrari        | 4.15.3 | + 5.5  |
| 4    | 32  | Jean Behra          | Maserati       | 4.16.7 | + 6.9  |
| 5    | 4   | Eugenio Castellotti | Ferrari        | 4.16.7 | + 6.9  |
| 6    | 10  | Harry Schell        | Vanwall        | 4.19.0 | + 9.2  |
| 7    | 12  | Maurice Trintignant | Vanwall        | 4.22.8 | + 13.0 |
| 8    | 6   | Paul Frère          | Ferrari        | 4.23.8 | + 14.0 |
| 9    | 34  | Cesare Perdisa      | Maserati       | 4.35.7 | + 25.9 |
| 10   | 24  | Louis Rosier        | Maserati       | 4.35.9 | + 26.1 |
| 11   | 22  | Luigi Villoresi     | Maserati       | 4.37.7 | + 27.9 |
| 12   | 28  | Piero Scotti        | Connaught-Alta | 4.41.9 | + 32.1 |
| 13   | 16  | Mike Hawthorn       | Maserati       | 4.48.9 | + 39.1 |
| 14   | 36  | Paco Godia          | Maserati       | 4.49.8 | + 40.0 |
| 15   | 26  | Horace Gould        | Maserati       | 4.50.4 | + 40.6 |
| 16   | 20  | André Pilette       | Ferrari        | 4.51.9 | + 42.1 |

## Závod
| Poř.   | No. | Jezdec                       | Konstruktér    | Počet kol | Čas/Odstoupení  | Pořadí na startu | Body |
| ------ | --- | ---------------------------- | -------------- | --------- | --------------- | ---------------- | ---- |
| 1      | 8   | Peter Collins                | Ferrari        | 36        | 2:40:00.3       | 3                | 8    |
| 2      | 6   | Paul Frère                   | Ferrari        | 36        | +1:51.3         | 8                | 6    |
| 3      | 34  | Cesare Perdisa Stirling Moss | Maserati       | 36        | +3:16.6         | 9                | 2 3  |
| 4      | 10  | Harry Schell                 | Vanwall        | 35        | +1 kolo         | 6                | 3    |
| 5      | 22  | Luigi Villoresi              | Maserati       | 34        | +2 kola         | 11               | 2    |
| 6      | 20  | André Pilette                | Ferrari        | 33        | +3 kola         | 15               |      |
| 7      | 32  | Jean Behra                   | Maserati       | 33        | +3 kola         | 4                |      |
| 8      | 24  | Louis Rosier                 | Maserati       | 33        | +3 kola         | 10               |      |
| Ret    | 2   | Juan Manuel Fangio           | Ferrari        | 23        | Převodovka      | 1                |      |
| Ret    | 12  | Maurice Trintignant          | Vanwall        | 11        | Palivový systém | 7                |      |
| Ret    | 30  | Stirling Moss                | Maserati       | 10        | Pneumatika      | 2                |      |
| Ret    | 4   | Eugenio Castellotti          | Ferrari        | 10        | Převodovka      | 5                |      |
| Ret    | 28  | Piero Scotti                 | Connaught-Alta | 10        | Motor           | 12               |      |
| Ret    | 26  | Horace Gould                 | Maserati       | 2         | Převodovka      | 14               |      |
| Ret    | 36  | Paco Godia                   | Maserati       | 0         | Nehoda          | 13               |      |
| Zdroj: |     |                              |                |           |                 |                  |      |

Poznámky
1. ↑  Cesare Perdisa a Stirling Moss získali jeden bod za zajetí nejrychlejšího kola.

## Průběžné pořadí po závodě
Pohár jezdců
|        | Pořadí | Jezdec             | Body |
| ------ | ------ | ------------------ | ---- |
| 8      | 1      | Peter Collins      | 11   |
| 1      | 2      | Stirling Moss      | 11   |
| 2      | 3      | Jean Behra         | 10   |
| 2      | 4      | Juan Manuel Fangio | 9    |
| 1      | 5      | Pat Flaherty       | 8    |
| Zdroj: |        |                    |      |